# こまどり姉妹ショー
『こまどり姉妹ショー』（こまどりしまいショー）は、1962年11月16日から1963年1月4日まで日本テレビ系列局で放送されていた日本テレビ製作の歌謡番組である。花王石鹸（現・花王）の一社提供。全8回。放送時間は毎週金曜 19:30 - 20:00 （日本標準時）。
こまどり姉妹と各回のゲストによる歌謡ショーを放送していた。

## 放送リスト
| 回 | 放送日          | サブタイトル       |
| -- | --------------- | ------------------ |
| 1  | 1962年 11月16日 | 花ひらく歌声       |
| 2  | 11月23日        | 涙の渡り鳥         |
| 3  | 11月30日        | それぞれの花       |
| 4  | 12月7日         | 日本よいとこ歌の国 |
| 5  | 12月14日        | こまどり道中       |
| 6  | 12月21日        | ガード下の青い鳥   |
| 7  | 12月28日        | こまどり忘年会     |
| 8  | 1963年 1月4日   | 想い出日記         |

## ネット局
特筆の無い限り全て同時ネット
- 日本テレビ（制作局）
- 北日本放送[1]
- 北陸放送[1]
- 福井放送[2]